# Jean Beausejour
Jean André Emanuel Beausejour Coliqueo (født 1. juni 1984) er en chilensk fodboldspiller, der spiller for Universidad de Chile i hjemlandet. Han har tidligere spillet for blandt andet Birmingham og Wigan i England.
Beausejour har (pr. marts 2018) spillet 95 kampe for Chiles landshold.